# 阿讃東部広域農道
阿讃東部広域農道（あさんとうぶこういきのうどう）は、徳島県阿波市土成町から板野郡板野町にある広域農道。讃岐山脈東部の山麓を走る。

## 概要
- 延長約10km。
- 全線2車線、全舗装。
- 道路自体は良好なので快適に走れる。あすたむらんど徳島のアクセス道にもなっている。

## 歴史
- 1974年（昭和49年）：着工。
- 1985年（昭和60年）：完成。

## 周辺
- あすたむらんど徳島
- 藍染庵
- 上板町立歴史民俗資料館
- 技の館
- 十楽寺